# R Caeli
R Caeli är en pulserande variabel av Mira Ceti-typ (M) i stjärnbilden Gravstickeln. Stjärnan var den första i Gravstickelns stjärnbild som fick en variabelbeteckning.
Stjärnan varierar mellan magnitud +6,7 och 14,6  med en period av ungefär 389 dygn.

## Fotnoter
1. ↑  Variabelstjärnornas beteckningar börjar med bokstäverna R-Z, därefter A-Q , följt av RR-ZZ och AA-QQ, varefter de börjar betecknas med bokstaven V och ett ordningsnummer, från och med V335.